# Оскар (кинопремия, 2001)
73-я церемония награждения премии «Оскар» за заслуги в области кинематографа за 2000 год состоялась 25 марта 2001 года в Shrine Auditorium (Лос-Анджелес, Калифорния). Номинанты были объявлены 13 февраля 2001 года. Ведущим церемонии выступил комедийный актёр Стив Мартин.
Лучшим фильмом была признана историческая драма Ридли Скотта «Гладиатор», собравшая в этом году наибольшее количество наград (5).

## Фильмы, получившие несколько номинаций
| Фильм                                                           | номинации | награды |
| --------------------------------------------------------------- | --------- | ------- |
| • Гладиатор / Gladiator                                         | 12        | 5       |
| • Крадущийся тигр, затаившийся дракон / 臥虎藏龍                | 10        | 4       |
| • Траффик / Traffic                                             | 5         | 4       |
| • Эрин Брокович / Erin Brockovich                               | 5         | 1       |
| • Шоколад / Chocolat                                            | 5         | -       |
| • Почти знаменит / Almost Famous                                | 4         | 1       |
| • Вундеркинды / Wonder Boys                                     | 3         | 1       |
| • Гринч — похититель Рождества / How the Grinch Stole Christmas | 3         | 1       |
| • Билли Эллиот / Billy Elliot                                   | 3         | -       |
| • Перо маркиза де Сада / Quills                                 | 3         | -       |
| • Патриот / The Patriot                                         | 3         | -       |
| • Поллок / Pollock                                              | 2         | 1       |
| • Ю-571 / U-571                                                 | 2         | 1       |
| • Изгой / Cast Away                                             | 2         | -       |
| • Претендент / The Contender                                    | 2         | -       |
| • Можешь рассчитывать на меня / You Can Count on Me             | 2         | -       |
| • Тень вампира / Shadow of the Vampire                          | 2         | -       |
| • О, где же ты, брат? / O Brother, Where Art Thou?              | 2         | -       |
| • Малена / Malèna                                               | 2         | -       |
| • Идеальный шторм / The Perfect Storm                           | 2         | -       |

## Список лауреатов и номинантов
★ Лауреаты выделены отдельным цветом. 

### Основные категории
| Категории                                                    | Лауреаты и номинанты                                                                  | Лауреаты и номинанты                                                       |
| ------------------------------------------------------------ | ------------------------------------------------------------------------------------- | -------------------------------------------------------------------------- |
| Лучший фильм (награды вручал Майкл Дуглас)                   | ★ Гладиатор (продюсеры: Дуглас Уик, Дэвид Францони и Бранко Лустиг)                   | ★ Гладиатор (продюсеры: Дуглас Уик, Дэвид Францони и Бранко Лустиг)        |
| Лучший фильм (награды вручал Майкл Дуглас)                   | • Шоколад (продюсеры: Дэвид Браун, Кит Голден и Лесли Холлерэн)                       |                                                                            |
| Лучший фильм (награды вручал Майкл Дуглас)                   | • Крадущийся тигр, затаившийся дракон (продюсеры: Уильям Конг, Ли-Конг Хсю и Энг Ли)  |                                                                            |
| Лучший фильм (награды вручал Майкл Дуглас)                   | • Эрин Брокович (продюсеры: Дэнни Де Вито, Майкл Шамберг и Стейси Шер)                |                                                                            |
| Лучший фильм (награды вручал Майкл Дуглас)                   | • Траффик (продюсеры: Эдвард Цвик, Маршалл Херсковиц и Лаура Бикфорд)                 |                                                                            |
| Лучший режиссёр (награду вручал Том Круз)                    |                                                                                       | ★ Стивен Содерберг за фильм «Траффик»                                      |
| Лучший режиссёр (награду вручал Том Круз)                    | • Стивен Долдри — «Билли Эллиот»                                                      |                                                                            |
| Лучший режиссёр (награду вручал Том Круз)                    | • Энг Ли — «Крадущийся тигр, затаившийся дракон»                                      |                                                                            |
| Лучший режиссёр (награду вручал Том Круз)                    | • Стивен Содерберг — «Эрин Брокович»                                                  |                                                                            |
| Лучший режиссёр (награду вручал Том Круз)                    | • Ридли Скотт — «Гладиатор»                                                           |                                                                            |
| Лучший актёр (награду вручала Хилари Суонк)                  |                                                                                       | ★ Рассел Кроу — «Гладиатор» (за роль Максимуса)                            |
| Лучший актёр (награду вручала Хилари Суонк)                  | • Хавьер Бардем — «Пока не наступит ночь» (за роль Рейнальдо Аренаса)                 |                                                                            |
| Лучший актёр (награду вручала Хилари Суонк)                  | • Том Хэнкс — «Изгой» (за роль Чака Ноланда)                                          |                                                                            |
| Лучший актёр (награду вручала Хилари Суонк)                  | • Эд Харрис — «Поллок» (за роль Джексона Поллока)                                     |                                                                            |
| Лучший актёр (награду вручала Хилари Суонк)                  | • Джеффри Раш — «Перо маркиза де Сада» (за роль маркиза де Сада)                      |                                                                            |
| Лучшая актриса (награду вручал Кевин Спейси)                 |                                                                                       | ★ Джулия Робертс — «Эрин Брокович» (за роль Эрин Брокович)                 |
| Лучшая актриса (награду вручал Кевин Спейси)                 | • Джоан Аллен — «Претендент» (за роль сенатора Лэйн Хенсон)                           |                                                                            |
| Лучшая актриса (награду вручал Кевин Спейси)                 | • Жюльет Бинош — «Шоколад» (за роль Виенн Роше)                                       |                                                                            |
| Лучшая актриса (награду вручал Кевин Спейси)                 | • Эллен Бёрстин — «Реквием по мечте» (за роль Сары Голдфарб)                          |                                                                            |
| Лучшая актриса (награду вручал Кевин Спейси)                 | • Лора Линни — «Можешь рассчитывать на меня» (за роль Саманты «Сэмми» Прескотт)       |                                                                            |
| Лучший актёр второго плана (награду вручала Анджелина Джоли) |                                                                                       | ★ Бенисио дель Торо — «Траффик» (за роль Хавьера Родригеса)                |
| Лучший актёр второго плана (награду вручала Анджелина Джоли) | • Джефф Бриджес — «Претендент» (за роль президента Джексона Ивэнса)                   |                                                                            |
| Лучший актёр второго плана (награду вручала Анджелина Джоли) | • Уиллем Дефо — «Тень вампира» (за роль Макса Шрека)                                  |                                                                            |
| Лучший актёр второго плана (награду вручала Анджелина Джоли) | • Альберт Финни — «Эрин Брокович» (за роль адвоката Эда Мэзри)                        |                                                                            |
| Лучший актёр второго плана (награду вручала Анджелина Джоли) | • Хоакин Феникс — «Гладиатор» (за роль Коммода)                                       |                                                                            |
| Лучшая актриса второго плана (награду вручал Николас Кейдж)  |                                                                                       | ★ Марша Гей Харден — «Поллок» (за роль Ли Краснер)                         |
| Лучшая актриса второго плана (награду вручал Николас Кейдж)  | • Джуди Денч — «Шоколад» (за роль Арманды Вуазен)                                     |                                                                            |
| Лучшая актриса второго плана (награду вручал Николас Кейдж)  | • Кейт Хадсон — «Почти знаменит» (за роль Пенни Лейн)                                 |                                                                            |
| Лучшая актриса второго плана (награду вручал Николас Кейдж)  | • Фрэнсис Макдорманд — «Почти знаменит» (за роль Элейн Миллер)                        |                                                                            |
| Лучшая актриса второго плана (награду вручал Николас Кейдж)  | • Джули Уолтерс — «Билли Эллиот» (за роль Джорджии Уилкинсон)                         |                                                                            |
| Лучший сценарий, созданный непосредственно для экранизации   |                                                                                       | ★ Кэмерон Кроу — «Почти знаменит»                                          |
| Лучший сценарий, созданный непосредственно для экранизации   | • Ли Холл — «Билли Эллиот»                                                            |                                                                            |
| Лучший сценарий, созданный непосредственно для экранизации   | • Сюзанна Грант — «Эрин Брокович»                                                     |                                                                            |
| Лучший сценарий, созданный непосредственно для экранизации   | • Дэвид Францони, Джон Логан и Уильям Николсон — «Гладиатор»                          |                                                                            |
| Лучший сценарий, созданный непосредственно для экранизации   | • Кеннет Лонерган — «Можешь рассчитывать на меня»                                     |                                                                            |
| Лучший адаптированный сценарий                               |                                                                                       | ★ Стивен Гаан — «Траффик»                                                  |
| Лучший адаптированный сценарий                               | • Роберт Нелсон Джекобс — «Шоколад»                                                   |                                                                            |
| Лучший адаптированный сценарий                               | • Хуи-Линг Уэнг, Джеймс Шеймус и Куо Юнг Тсаи — «Крадущийся тигр, затаившийся дракон» |                                                                            |
| Лучший адаптированный сценарий                               | • Итан Коэн и Джоэл Коэн — «О, где же ты, брат?»                                      |                                                                            |
| Лучший адаптированный сценарий                               | • Стив Кловис — «Вундеркинды»                                                         |                                                                            |
| Лучший фильм на иностранном языке                            | ★ Крадущийся тигр, затаившийся дракон / 臥虎藏龍 (Тайвань) режиссёр Энг Ли            | ★ Крадущийся тигр, затаившийся дракон / 臥虎藏龍 (Тайвань) режиссёр Энг Ли |
| Лучший фильм на иностранном языке                            | • Сука любовь / Amores perros (Мексика) реж. Алехандро Гонсалес Иньярриту             |                                                                            |
| Лучший фильм на иностранном языке                            | • Мы должны помогать друг другу / Musíme si pomáhat (Чехия) реж. Ян Гржебейк          |                                                                            |
| Лучший фильм на иностранном языке                            | • Все знамениты / Iedereen beroemd! (Бельгия) реж. Доминик Дерюддер                   |                                                                            |
| Лучший фильм на иностранном языке                            | • На чужой вкус / Le Goût des autres (Франция) реж. Аньес Жауи                        |                                                                            |

### Другие категории
| Категории                                    | Лауреаты и номинанты | Лауреаты и номинанты |                                                                  |
| -------------------------------------------- | --- | --- | ---------------------------------------------------------------- |
| Лучшая музыка: Оригинальный саундтрек        | | ★ Тань Дунь — «Крадущийся тигр, затаившийся дракон»                                                                                              |                                                                  |
| Лучшая музыка: Оригинальный саундтрек        | • Рэйчел Портман — «Шоколад» | |                                                                  |
| Лучшая музыка: Оригинальный саундтрек        | • Ханс Циммер — «Гладиатор» | |                                                                  |
| Лучшая музыка: Оригинальный саундтрек        | • Эннио Морриконе — «Малена» | |                                                                  |
| Лучшая музыка: Оригинальный саундтрек        | • Джон Уильямс — «Патриот» | |                                                                  |
| Лучшая песня к фильму                        | ★ Things Have Changed — «Вундеркинды» — музыка и слова: Боб Дилан                                                                                | ★ Things Have Changed — «Вундеркинды» — музыка и слова: Боб Дилан                                                                                |                                                                  |
| Лучшая песня к фильму                        | • A Fool In Love — «Знакомство с родителями» — музыка и слова: Рэнди Ньюман                                                                      | |                                                                  |
| Лучшая песня к фильму                        | • I've Seen It All — «Танцующая в темноте» — музыка: Бьорк, слова: Ларс фон Триер и Сьон Сигурдссон                                              | |                                                                  |
| Лучшая песня к фильму                        | • A Love Before Time — «Крадущийся тигр, затаившийся дракон» — музыка: Хорхе Каландрелли, Тань Дунь, слова: Джеймс Шеймус                        | |                                                                  |
| Лучшая песня к фильму                        | • My Funny Friend and Me — «Похождения императора» — музыка: Стинг и Дэвид Хартли, слова: Стинг                                                  | |                                                                  |
| Лучший монтаж                                | | ★ Стивен Миррион — «Траффик» |                                                                  |
| Лучший монтаж                                | • Джо Хатшинг, Саар Клейн — «Почти знаменит» | |                                                                  |
| Лучший монтаж                                | • Тим Скуайрес — «Крадущийся тигр, затаившийся дракон»                                                                                           | |                                                                  |
| Лучший монтаж                                | • Пьетро Скалия — «Гладиатор» | |                                                                  |
| Лучший монтаж                                | • Диди Аллен — «Вундеркинды» | |                                                                  |
| Лучшая операторская работа                   | | ★ Питер Пау — «Крадущийся тигр, затаившийся дракон»                                                                                              | ★ Питер Пау — «Крадущийся тигр, затаившийся дракон»              |
| Лучшая операторская работа                   | • Джон Мэтисон — «Гладиатор» | |                                                                  |
| Лучшая операторская работа                   | • Лайош Кольтаи — «Малена» | |                                                                  |
| Лучшая операторская работа                   | • Роджер Дикинс — «О, где же ты, брат?» | |                                                                  |
| Лучшая операторская работа                   | • Калеб Дешанель — «Патриот» | |                                                                  |
| Лучшая работа художника                      | ★ Тимми Йип — «Крадущийся тигр, затаившийся дракон»                                                                                              | ★ Тимми Йип — «Крадущийся тигр, затаившийся дракон»                                                                                              |                                                                  |
| Лучшая работа художника                      | • Майкл Коренблит (постановщик), Меридет Босвелл (декоратор) — «Гринч — похититель Рождества»                                                    | |                                                                  |
| Лучшая работа художника                      | • Артур Макс (постановщик), Криспиан Саллис (декоратор) — «Гладиатор»                                                                            | |                                                                  |
| Лучшая работа художника                      | • Мартин Чайлдс (постановщик), Джилл Куиртьер (декоратор) — «Перо маркиза де Сада»                                                               | |                                                                  |
| Лучшая работа художника                      | • Жан Рабасс (постановщик), Франсуаз Бенуа-Фреско (декоратор) — «Ватель»                                                                         | |                                                                  |
| Лучший дизайн костюмов                       | ★ Джэнти Йэтс — «Гладиатор» | ★ Джэнти Йэтс — «Гладиатор» |                                                                  |
| Лучший дизайн костюмов                       | • Тимми Йип — «Крадущийся тигр, затаившийся дракон»                                                                                              | |                                                                  |
| Лучший дизайн костюмов                       | • Рита Райек — «Гринч — похититель Рождества» | |                                                                  |
| Лучший дизайн костюмов                       | • Энтони Пауэлл — «102 далматинца» | |                                                                  |
| Лучший дизайн костюмов                       | • Жаклин Уэст — «Перо маркиза де Сада» | |                                                                  |
| Лучший звук                                  | ★ Скотт Миллан, Боб Бимер, Кен Уэстон — «Гладиатор»                                                                                              | ★ Скотт Миллан, Боб Бимер, Кен Уэстон — «Гладиатор»                                                                                              |                                                                  |
| Лучший звук                                  | • Рэнди Том, Том Джонсон, Деннис С. Сэндс, Уильям Б. Каплан — «Изгой»                                                                            | |                                                                  |
| Лучший звук                                  | • Кевин О’Коннелл, Грег П. Расселл, Ли Орлофф — «Патриот»                                                                                        | |                                                                  |
| Лучший звук                                  | • Джон Т. Рейтц, Грегг Рудлофф, Дэвид Э. Кэмпбелл, Кейт А. Вэстер — «Идеальный шторм»                                                            | |                                                                  |
| Лучший звук                                  | • Стив Маслоу, Грегг Ландакер, Рик Клайн, Айван Шэррок — «Ю-571»                                                                                 | |                                                                  |
| Лучший звуковой монтаж                       | ★ Джон Джонсон — «Ю-571» | ★ Джон Джонсон — «Ю-571» |                                                                  |
| Лучший звуковой монтаж                       | • Алан Роберт Мюррей, Баб Асман — «Космические ковбои»                                                                                           | |                                                                  |
| Лучшие визуальные эффекты                    | ★ Джон Нельсон, Нил Корбоулд, Тим Бёрк, Роберт Харви — «Гладиатор»                                                                               | ★ Джон Нельсон, Нил Корбоулд, Тим Бёрк, Роберт Харви — «Гладиатор»                                                                               |                                                                  |
| Лучшие визуальные эффекты                    | • Скотт Э. Андерсон, Крейг Хейс, Скотт Стокдик, Стэн Паркс — «Невидимка»                                                                         | |                                                                  |
| Лучшие визуальные эффекты                    | • Стефан Фангмейер, Хабиб Заргарпур, Джон Фрэйзьер, Уолт Конти — «Идеальный шторм»                                                               | |                                                                  |
| Лучший грим                                  | | ★ Рик Бейкер, Гейл Роуэлл-Райан — «Гринч — похититель Рождества»                                                                                 | ★ Рик Бейкер, Гейл Роуэлл-Райан — «Гринч — похититель Рождества» |
| Лучший грим                                  | • Мишель Бёрк, Эдуард Ф. Энрикес — «Клетка» | |                                                                  |
| Лучший грим                                  | • Энн Бьюкенен, Эмбер Сибли — «Тень вампира» | |                                                                  |
| Лучший документальный полнометражный фильм   | ★ В чужие руки: Истории Киндертранспорта / Into the Arms of Strangers: Stories of the Kindertransport (Марк Джонатан Харрис, Дебора Оппенхаймер) | ★ В чужие руки: Истории Киндертранспорта / Into the Arms of Strangers: Stories of the Kindertransport (Марк Джонатан Харрис, Дебора Оппенхаймер) |                                                                  |
| Лучший документальный полнометражный фильм   | • Наследие / Legacy (Тод Лендинг) | |                                                                  |
| Лучший документальный полнометражный фильм   | • Долгий путь из ночи в день / Long Night's Journey into Day (Фрэнсис Рейд, Дебора Хоффманн)                                                     | |                                                                  |
| Лучший документальный полнометражный фильм   | • Скоттсборо: Американская трагедия / Scottsboro: An American Tragedy (Барак Гудман, Дэниэл Анкер)                                               | |                                                                  |
| Лучший документальный полнометражный фильм   | • Звук и ярость / Sound and Fury (Джош Аронсон, Роджер Вайсберг)                                                                                 | |                                                                  |
| Лучший документальный короткометражный фильм | ★ Большая мама / Big Mama (Трейси Серетин) | ★ Большая мама / Big Mama (Трейси Серетин) |                                                                  |
| Лучший документальный короткометражный фильм | • Сцена зовёт / Curtain Call (Чарльз Брэверман, Стив Калафер)                                                                                    | |                                                                  |
| Лучший документальный короткометражный фильм | • Дельфины / Dolphins (Грег МакГилври, Алек Лоримор)                                                                                             | |                                                                  |
| Лучший документальный короткометражный фильм | • Человек на носу Линкольна / The Man on Lincoln's Nose (Дэниэл Рейм)                                                                            | |                                                                  |
| Лучший документальный короткометражный фильм | • На цыпочках: лёгкие шаги к свободе / On Tiptoe: Gentle Steps to Freedom (Эрик Симонсон, Лилай Демоз)                                           | |                                                                  |
| Лучший игровой короткометражный фильм        | ★ Я хочу быть... / Quiero ser (I want to be ...) (Флориан Галленбергер)                                                                          | ★ Я хочу быть... / Quiero ser (I want to be ...) (Флориан Галленбергер)                                                                          |                                                                  |
| Лучший игровой короткометражный фильм        | • Курьером / By Courier (Питер Ригерт, Эрика Фредерик)                                                                                           | |                                                                  |
| Лучший игровой короткометражный фильм        | • Случайная встреча / One Day Crossing (Джоан Стейн, Кристина Лазариди)                                                                          | |                                                                  |
| Лучший игровой короткометражный фильм        | • Сераглио / Seraglio (Гэйл Лернер, Колин Кэмпбелл)                                                                                              | |                                                                  |
| Лучший игровой короткометражный фильм        | • Футбольная история / Uma História de Futebol (Пауло Машлин)                                                                                    | |                                                                  |
| Лучший анимационный короткометражный фильм   | ★ Отец и дочь / Father and Daughter (Михаэль Дюдок де Вит)                                                                                       | ★ Отец и дочь / Father and Daughter (Михаэль Дюдок де Вит)                                                                                       |                                                                  |
| Лучший анимационный короткометражный фильм   | • Мастер париков / The Periwig-Maker / Der Perückenmacher (Штеффен Шеффлер, Аннет Шеффлер)                                                       | |                                                                  |
| Лучший анимационный короткометражный фильм   | • Отвергнутые / Rejected (Дон Херцфельдт) | |                                                                  |

### Специальные награды
| Награда                                                         | Лауреаты |
| --------------------------------------------------------------- | --- |
| Премия за выдающиеся заслуги в кинематографе (Почётный «Оскар») | ★ Джек Кардифф — мастеру света и цвета. (master of light and color.)                                                     |
| Премия за выдающиеся заслуги в кинематографе (Почётный «Оскар») | ★ Эрнест Леман — в знак признания и восхищения его творчеством. (in appreciation of a body of varied and enduring work.) |
| Награда имени Ирвинга Тальберга                                 | ★ Дино Де Лаурентис |
| Награда имени Гордона Сойера                                    | ★ Ирвин У. Янг (Irwin W. Young)                                                                                          |